# 訃報 1991年6月
訃報 1991年6月（ふほう 1991ねん6がつ）では、1991年（平成3年）6月中に物故した、又は物故が報じられた人物についてまとめる。

## （1日 - 15日）

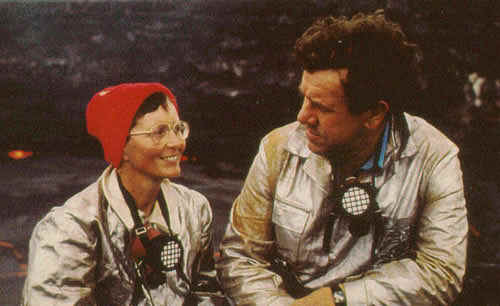
クラフト夫妻 / 6月3日没

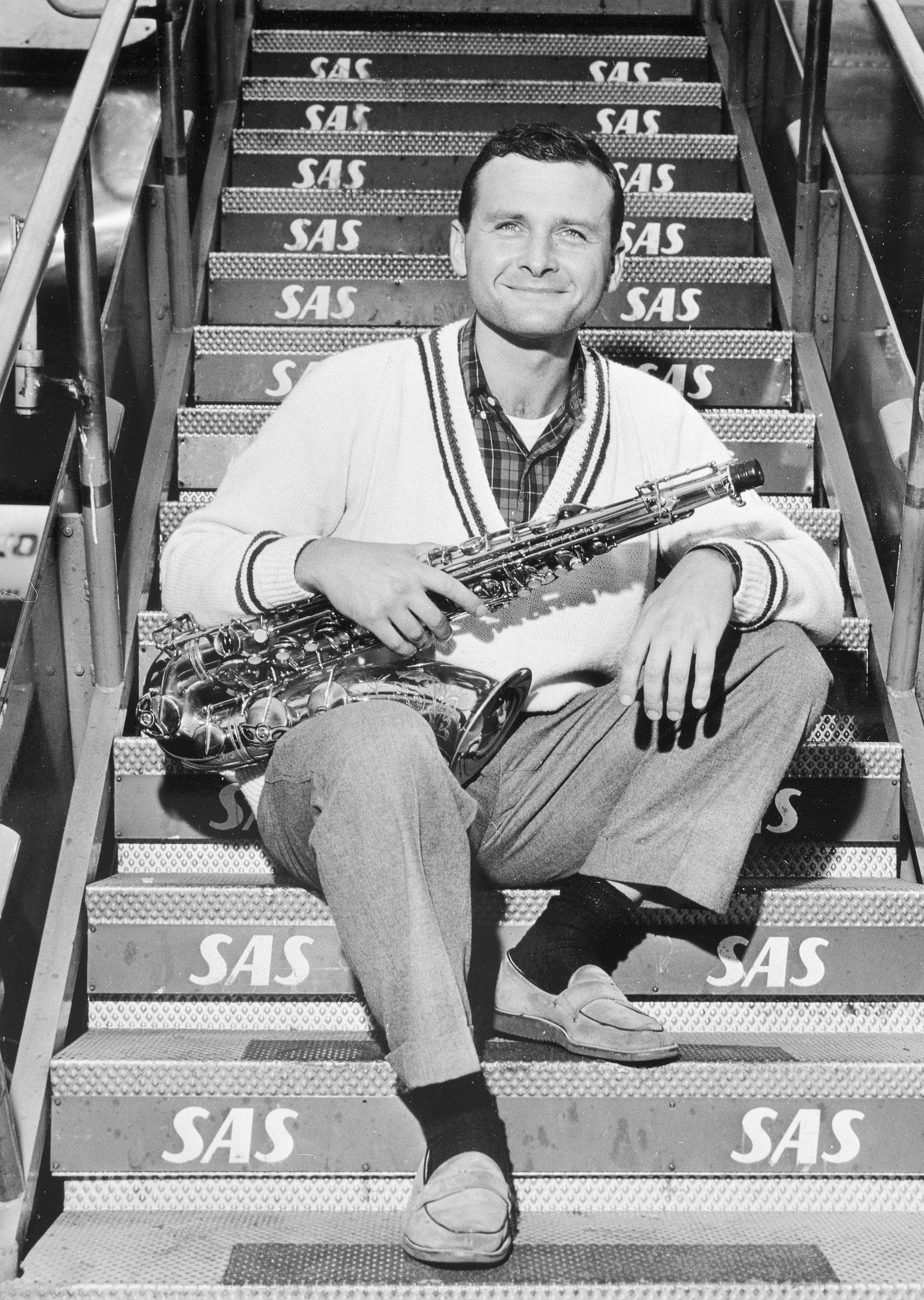
スタン・ゲッツ / 6月6日没

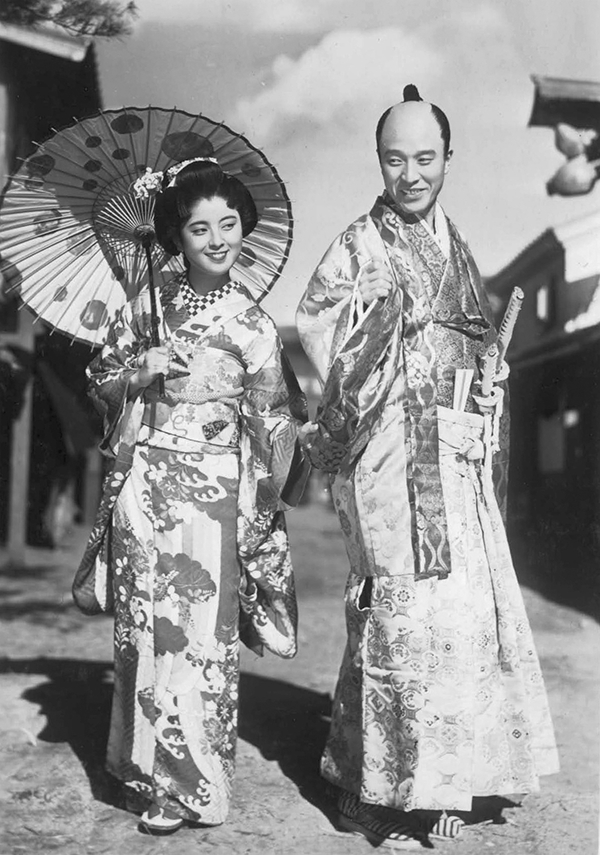
ディック・ミネ（右） / 6月10日没

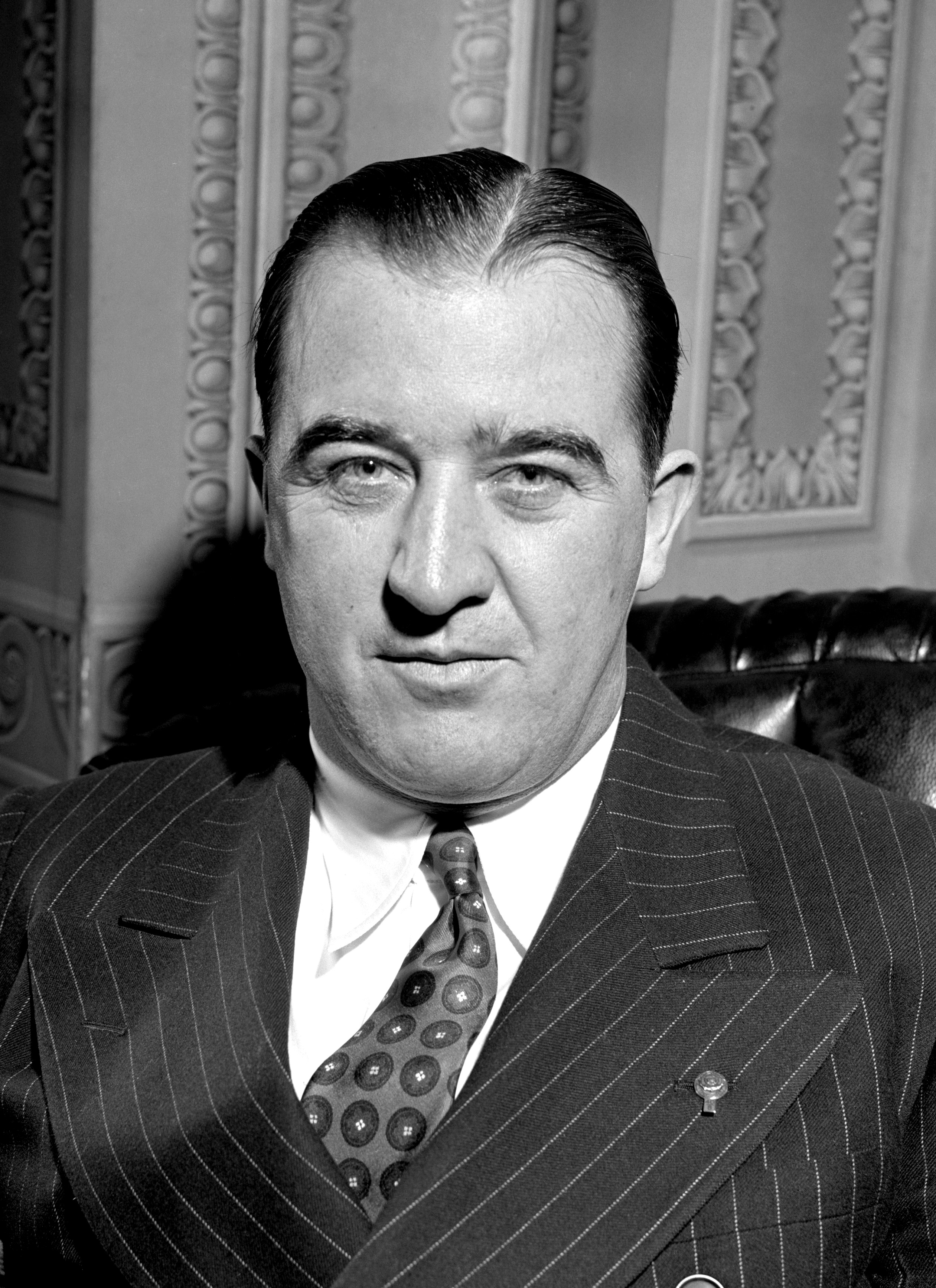
ハッピー・チャンドラー / 6月15日没

- 6月3日 - 永田武、地球科学者（* 1913年）
- 6月3日 - アンディ・ミリガン、劇作家・脚本家・映画監督（* 1929年）
- 6月3日 - 大塚安則、プロ野球選手（* 1934年）
- 6月3日 - カティア・クラフト（クラフト夫妻）、火山学者（* 1942年）
- 6月3日 - モーリス・クラフト（クラフト夫妻）、火山学者（* 1946年）
- 6月6日 - 川﨑千春、京成電鉄社長、オリエンタルランド社長（* 1903年）
- 6月6日 - スタン・ゲッツ、ジャズ・サックス奏者（* 1927年）
- 6月10日 - ディック・ミネ、歌手（* 1908年）
- 6月11日 - 尚明、官僚、元日本住宅公団副総裁（* 1915年）
- 6月15日 - ハッピー・チャンドラー、MLBコミッショナー（* 1898年）
- 6月15日 - アーサー・ルイス、経済学者（* 1915年）
- 6月15日 - 虫明亜呂無、作家・評論家（* 1923年）

## （16日 - 30日）

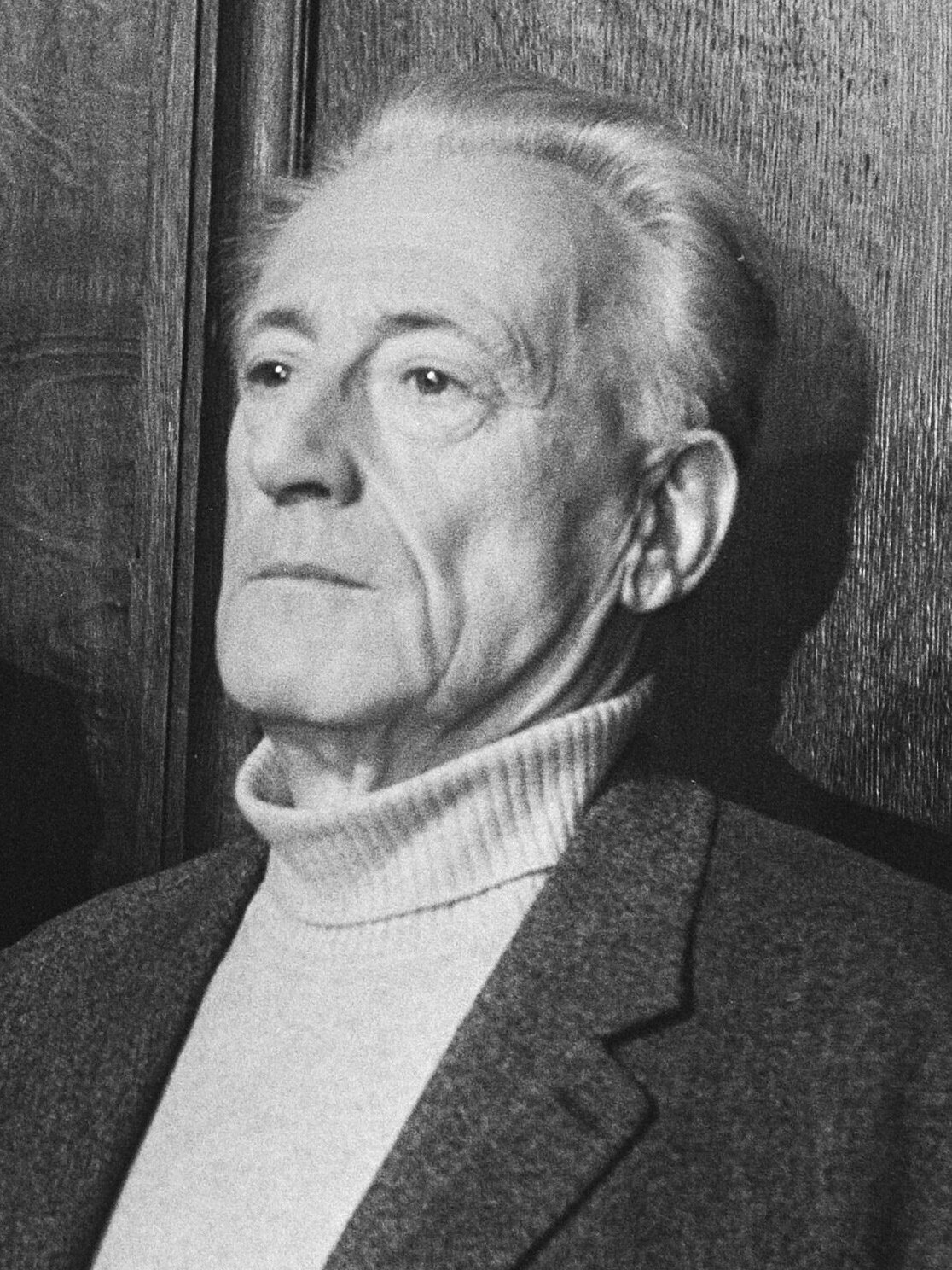
アンリ・ルフェーヴル / 6月29日没

- 6月17日 - 永井智雄、俳優（* 1914年）
- 6月20日 - 古屋亨、政治家、第34代自治大臣、第43代国家公安委員会委員長（* 1909年）
- 6月24日 - 京山幸枝若 (初代)、浪曲師（* 1926年）
- 6月29日 - アンリ・ルフェーヴル、哲学者、社会学者（* 1901年）